# Elizabeth Harrison Powell
Elizabeth Harrison Powell, född 1774, död 1843, var en amerikansk skådespelare.  
Hon var engagerad vid Federal Street Theatre i Boston 1794-1800, vid Park Theatre i New York och därefter åter i Boston. Efter sin makes död 1821 delade hon direktörskapet för Bostons teater. Hon var gift med skådespelaren Snelling Powell. Hon var en stjärna i Boston, där hon spelade kvinnliga huvudroller i tragedier, särskilt i dramer av 
Shakespeare, och blev den första kvinna att spela en rad Shakespeare-roller i Boston.  